# Recuperação verde
Pacotes de recuperação verde são propostas de reformas ambientais, regulatórias e fiscais para construir prosperidade após uma crise econômica, como a pandemia de COVID-19 ou a crise financeira de 2007–2008. Eles dizem respeito a medidas fiscais que visam recuperar o crescimento econômico e, ao mesmo tempo, beneficiar positivamente o meio ambiente, incluindo medidas relacionadas a energia renovável, eficiência energética,  soluções baseadas na natureza, transporte sustentável [en], ecoinovação e empregos verdes, entre outras.
Vários partidos políticos, governos, ativistas e acadêmicos em toda a União Europeia, apoiaram a recuperação verde em resposta à pandemia de COVID-19, além de Reino Unido, Estados Unidos, e outros países. Seguindo medidas similares em resposta à crise de 2007–2008, uma parte fundamental dos pacotes é garantir que as ações de combate à recessão também combatam o aquecimento global, incluindo a redução do uso de carvão, petróleo e gás, transporte limpo, energia renovável, edifícios ecologicamente corretos e práticas corporativas ou financeiras sustentáveis.  Essas iniciativas são apoiadas pela Organização das Nações Unidas e pela Organização para a Cooperação e Desenvolvimento Econômico. Várias iniciativas globais forneceram rastreamento ao vivo das respostas fiscais nacionais, incluindo o Observatório de Recuperação Global (da Universidade de Oxford, das Nações Unidas e do Fundo Monetário Internacional), o Rastreador de Política Energética (de um consórcio de seis organizações), e o Rastreador de Recuperação Verde da OCDE.
Delineando entre investimento de resgate e recuperação, uma análise da Universidade de Oxford em março de 2021 descobriu que 18% do investimento de recuperação e 2,5% do total de gastos foram verdes. Em julho de 2021, a Agência Internacional de Energia apoiou essa análise, observando que apenas cerca de 2% do dinheiro econômico mundial de bailout iria para energia limpa. De acordo com uma análise de 2022 dos 14 trilhões de dólares que os países do G20 gastaram como estímulo econômico, apenas cerca de 6% dos gastos com a recuperação da pandemia foram alocados para áreas que também reduzirão as emissões dos gases do efeito estufa, incluindo veículos eletrificados, edifícios mais eficientes em termos energéticos e instalação de energias renováveis.

## Antecedentes
Desde a Revolução Industrial, a queima de carvão, petróleo e gás liberou milhões de toneladas de dióxido de carbono, metano e outros gases do efeito estufa (GEE) na atmosfera, causando o aquecimento global. Em 2020, a temperatura média da Terra aumentou mais de 1 °C desde os níveis pré-industriais. O Painel Intergovernamental sobre Mudanças Climáticas (IPCC) das Nações Unidas calculou que continuar a queimar combustíveis fósseis aquecerá o planeta entre 0,8 a 2,5 °C por mil gigatoneladas de queima de carbono e que 2,9 mil gigatoneladas de carbono permanecem em reservas comprovadas. A queima de uma fração das reservas de combustível fóssil levará, portanto, a um aquecimento planetário perigoso, resultando em quebras generalizadas de colheitas e na extinção em massa do Holoceno.
Até o final de 2019, incidentes crescentes de incêndios florestais na Austrália, na floresta amazônica no Brasil, e nas florestas do Ártico na Rússia [en] foram relatados, bem como o aumento dos riscos de furacões nos Estados Unidos e no Caribe e inundações. Em 2015, a maioria dos países assinou o Acordo de Paris comprometendo-se a limitar as emissões globais de carbono para evitar aumentos de temperatura em mais de 2 °C, com a ambição de limitar o aumento de temperatura a 1,5 °C. Ativistas e políticos, principalmente os mais jovens, exigiram um "Green New Deal" nos EUA, e uma Revolução Industrial Verde no Reino Unido, para acabar com o uso de combustíveis fósseis nos transportes, geração de energia, agricultura, edifícios e finanças. No final de 2019, a UE anunciou um Acordo Verde Europeu, embora isso tenha ficado muito aquém da meta de acabar com o uso de combustíveis fósseis no bloco até 2050.
No início de 2020, a pandemia de COVID-19 fez com que os países fechassem suas economias, na tentativa de prevenir infecções e mortes. Isso exigiu que muitas empresas suspendessem o trabalho, pois as pessoas viajavam menos, compravam menos e ficavam em casa para trabalhar mais. Na maioria dos países, isso causou perdas de empregos. A queda da atividade econômica também causou uma queda nas emissões de GEE.
Em discursos anteriores, os efeitos colaterais positivos das políticas verdes foram denominados co-benefícios [en]. De acordo com o IPCC, co-benefícios são "os efeitos positivos que uma política ou medida destinada a um objetivo pode ter sobre outros objetivos, independentemente do efeito líquido no bem-estar social geral". Energias renováveis podem impulsionar o emprego e o desenvolvimento industrial. Dependendo do país e do cenário de implantação, a substituição de usinas a carvão por energia renovável pode mais que dobrar o número de empregos por capacidade média de MW (embora isso represente uma perda concomitante de 50% de produtividade). Além dos efeitos econômicos, as estratégias de mitigação do clima podem fornecer co-benefícios relacionados à saúde. Minirredes solares podem melhorar o acesso à eletricidade para áreas rurais e a substituição da energia à base de carvão por energias renováveis pode diminuir o número de mortes prematuras causadas pela poluição do ar.

## Propostas de recuperação verde
Nos Estados Unidos, um grupo de acadêmicos e ativistas introduziu "um estímulo verde para reconstruir nossa economia" em março de 2020. O menu de políticas visava oito campos: habitação e infraestrutura cívica, transporte, trabalho e manufatura verde, geração de energia, alimentos e agricultura, meio ambiente e infraestrutura verde, política de inovação e política externa. Seu nível de financiamento solicitado foi fixado em 4% do PIB dos EUA, ou cerca de 850 bilhões de dólares por ano, até a dupla conquista da descarbonização total e uma taxa de desemprego abaixo de 3,5%.
No Reino Unido, o governo propôs "uma recuperação verde e resiliente" e anunciou 3 bilhões de libras em financiamento para reformas de edifícios em julho de 2020. Por outro lado, no início de julho, um grupo acadêmico e think tank propôs uma "Lei de Recuperação Verde" que visava nove campos: transporte, geração de energia, agricultura, combustíveis fósseis, governo local, acordo internacional, finanças e governança corporativa, emprego e investimento. Isso estabeleceu deveres em todos os órgãos públicos e reguladores para acabar com o uso de combustíveis fósseis "tão rápido quanto tecnologicamente praticável", com exceções estritas se alternativas técnicas forem ausentes.
Em junho de 2020, o governo alemão prometeu uma recuperação verde com financiamento de 40 bilhões de euros como parte de um pacote de 130 bilhões de recuperação. Em julho de 2020, o Conselho Europeu concordou com um fundo de recuperação de 750 bilhões de euros, com a marca Next Generation EU [en] (NGEU). Uma meta climática global de 30% será aplicada ao montante total das despesas do NGEU em conformidade com o acordo climático de Paris. Em fevereiro de 2021, comentaristas como o Conselho de Relações Exteriores observaram que outras grandes economias, como China, Índia e União Europeia, começaram a "implementar algumas das políticas previstas pelo Green New Deal".
Na primavera de 2021, o presidente dos EUA Joe Biden apresentou planos, como parte de seu  Build Back Better Plan, que incorporou princípios de recuperação verde, incluindo investimentos em captura e armazenamento de carbono, energia renovável e um Corpo Civil Climático semelhante ao Corpo de Conservação Civil [en] da Grande Depressão. Os progressistas criticaram os planos como não suficientemente ambiciosos.
Uma atualização de 2021 ao Alerta dos Cientistas do Mundo para a Humanidade [en] mostrou que 17% dos fundos de investimentos em recuperação da COVID-19 que haviam sido alocados para uma recuperação verde em março de 2021 eram insuficientes. Os cientistas alertaram que as políticas climáticas devem fazer parte da recuperação da COVID-19, e exigiram que os planos tratassem das causas básicas e que reduções imediatas e drásticas nos gases do efeito estufa fossem priorizadas.
De acordo com uma análise de 2021 do Overseas Development Institute, a China poderia fazer mais para apoiar uma recuperação verde nos países em desenvolvimento.
As tecnologias digitais são importantes para alcançar a transição verde e os objetivos ambientais do Acordo Verde Europeu. As tecnologias digitais emergentes, se aplicadas corretamente, têm o potencial de desempenhar um papel crítico na abordagem de questões ambientais. Mobilidade inteligente de cidades, agricultura de precisão, cadeias de suprimentos sustentáveis, monitoramento ambiental e previsão de catástrofes são alguns exemplos. Empresas avançadas digitalmente investem mais dinheiro em estratégias de economia de energia. Na União Europeia, 59% das empresas que fizeram investimentos em tecnologias básicas e avançadas também investiram em medidas de eficiência energética, em comparação com apenas 50% das empresas EUA na mesma categoria. No geral, há uma disparidade significativa entre os perfis digitais das empresas e os investimentos em eficiência energética.
No Brasil, ex-ministros da Fazenda e ex-presidentes do Banco Central assinaram em 2020 uma carta-manifesto por uma recuperação econômica sustentável.

## Economia
O crescimento econômico tem sido um dos principais impulsionadores das emissões de CO2.

### Preço de emissões
Um governo pode especificar um preço de emissões de GEE e usar esse número para definir alíquotas de impostos para empresas e, possivelmente, residências. Os impostos de carbono são considerados especialmente úteis, porque as receitas fiscais pagam os gastos do governo enquanto reduzem as emissões de GEE. Há um consenso entre os economistas que os impostos sobre o carbono são o método de menor custo para reduzir as emissões. Poucos países implementaram tais impostos, devido à resistência do público e da indústria. O imposto é tipicamente  regressivo.
Liberalização e reestruturação dos mercados de energia [en] ocorreram em vários países e regiões, incluindo a UE, África, América Latina, e os EUA. Estas políticas foram concebidas principalmente para aumentar a concorrência no mercado, mas podem ter um impacto significativo nas emissões. A reforma poderia permitir que o mercado respondesse melhor aos sinais de preço atribuído às emissões. Em 2020, estimou-se que, até 2022, a substituição de todas as centrais elétricas a carvão existentes por energias renováveis e armazenamento seria lucrativa no total, mas que "Uma barreira fundamental para acelerar a eliminação progressiva é que a grande maioria (93 por cento) das usinas de carvão globais são isoladas da concorrência das energias renováveis por contratos de longo prazo e tarifas não competitivas".